# Dmitrij Donskoj (panserkrydser)
Dmitrij Donskoj (russisk: Дмитрий Донской) er en tidligere russisk panserkrydser, der var i tjeneste i Den kejserlige russiske flåde fra 1885 til 1905. Skibet var den hidtil hurtigste af sin art og dermed en trussel for den engelske søfart. Dmitrij Donskoj blev ombygget i 1895 og fik blandt andet nye, hurtigtskydende kanoner, og rigning blev erstattet med lette master. Skibet var opkaldt efter Dmitrij Donskoj, Storfyrste af Moskva i det 14. århundrede.

## Tjeneste
Dmitrij Donskoj blev under den russisk-japanske krig i 1905 sendt med den tredje russiske stillehavseskadre fra Østersøen til Fjernøsten, hvor flådestyrken ankom i maj 1905 i et forsøg på at forstærke de russiske flådeenheder i området. Under slaget ved Tsushima overlevede skibet i første omgang, men blev om natten angrebet af japanske jagere, hvorefter kaptajnen gav ordre til at åbne søventilerne og sænke det.